# Laurent Gillis

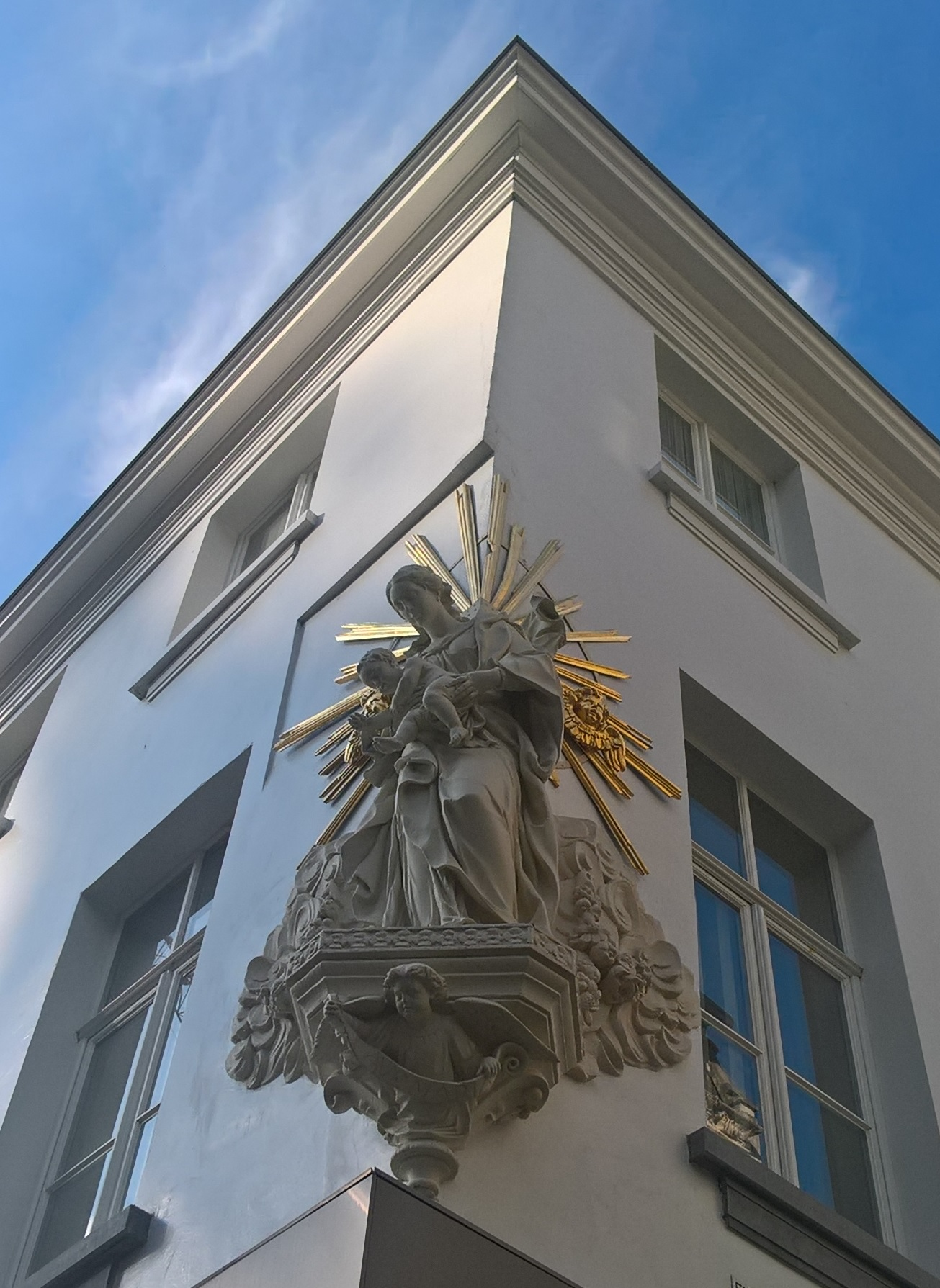
Het Mariabeeld op de Meir

Laurent Gillis, variaties Laurentius, Laurys, Laureis, Louwerijs Gieles (Antwerpen 1688 - Antwerpen 1749) was een Zuid-Nederlands beeldhouwer.

## Biografie
Hij was een zoon van schoenmaker Jean Gillis uit Hoegaarden en Maria Margareta Gantier en werd gedoopt op 25 augustus 1688 te Antwerpen.
Gillis werd in het jaar 1701/1702 ingeschreven als leerling bij de beroemde beeldhouwer Michiel van der Voort (1667- Antwerpen 1737). Gillis trouwde in Antwerpen op 3 mei 1712 met Helena Mattheyssens. In 1721/22 werd hij als meester Louwerensius Gieles opgenomen in het ambacht van de beltsnijders. Hij was lid van de Sint-Lucasgilde te Antwerpen. Twee zonen van hem, Joseph Gillis (Antwerpen 1724- Antwerpen 1773) en Jean-Baptiste Gillis (Antwerpen 1717- Antwerpen 1752) werden eveneens beeldhouwer. Een derde, Herman Gillis (Antwerpen 1733- Antwerpen 1791) werd kunstschilder en directeur van de academie in Leuven.

## Werken
Zijn voornaamste werken in marmer en poetsaarde zijn naar Holland verzonden geweest.
Een werk van hem is de Madonna met kind op de hoek van de Lange Klarenstraat en de Meir in Antwerpen.
Het laatbarokke beeld werd gemaakt voor het internaat van de jezuïeten op de Sint-Jacobsmarkt.
Het bestond aanvankelijk uit een groep van drie figuren.
Vroeger werd dit beeld toegeschreven aan Pieter Verbruggen (I) (Antwerpen 1615- Antwerpen 1686).
De Madonna werd eind 2013 gerestaureerd. Eind december 2014 werd ze herplaatst.
Bij de restauratie werd een bijgemaakt engelkopje aangebracht.
Een ander werk van hem bevindt zich in de Sint-Jacobkerk in Antwerpen. Het betreft een beeld gemaakt in 1740, van de heilige Johannes Nepomucenus. Het beeld is vervaardigd uit marmer.
In 2008 werden twee kleine engelenbeeldjes gemaakt door Laurent Gillis, op een Sotheby's-veiling verkocht voor omgerekend 12.000 euro.

## Bron
- Dit artikel of een eerdere versie ervan is (gedeeltelijk) afgesplitst vanaf LaurentiusGillis.weebly.com die onder de licentie Creative Commons Naamsvermelding/Gelijk delen valt.

- Gemeinsame Normdatei: 133066606
- RKD-Nederlands Instituut voor Kunstgeschiedenis: 362201
- Union List of Artist Names: 500426916
- Virtual International Authority File: 55325961